# Bulbophyllum percoroiculatum
Bulbophyllum percoroiculatum là một loài phong lan thuộc chi Bulbophyllum.